# 춘천한샘고등학교
춘천한샘고등학교(春川한샘高等學校)는 대한민국 강원특별자치도 춘천시 신북읍 율문리에 있는 공립 고등학교이다.

## 학교 연혁
- 1974년 12월 29일 : 춘성고등학교 설립인가, 9학급 540명
- 1979년 11월 21일 : 춘성여자고등학교 설립인가, 9학급 540명
- 1991년 10월 19일 : 춘성고등학교, 춘성여자고등학교 통합 춘천실업고등학교 개편
- 1991년 10월 19일 : 상업과 2학급, 정보처리과 1학급, 의상과 2학급, 디자인과 2학급, 총 21학급 인가
- 1994년 9월 15일 : 학칙변경 화학응용과 2학급 증설 총 30학급 인가
- 2004년 10월 7일 : 특성화고등학교 지정 경영정보과를 인터넷비지니스과로, 정보처리과를 인터넷정보과로, 의상과를 패션디자인과로, 디자인과를 디지털디자인과로, 화학응용과를 화장품응용과학과로 개편
- 2012년 3월 1일 : 춘천한샘고등학교로 교명 변경
- 2021년 3월 1일 : 학과 재구조화(뷰티패션과, 미용과, 조리과, 패션디자인과, 디자인콘텐츠과, 바이오코스메틱과, 스마트경영과, 융합소프트웨어과)
- 2021년 3월 2일 : 2021학년도 자율학교 지정
- 2023년 3월 1일 : 제16대 한세훈 교장 부임
- 2025년 1월 9일 : 제48회 졸업식(124명 졸업, 총 졸업생 누계 16,147명)
- 2025년 3월 4일 : 2025학년도 입학식(신입생 112명)

## 설치 학과
- 조리과
- 융합소프트웨어과
- 바이오코스메틱과
- 스마트경영과
- 디자인콘텐츠과
- 뷰티패션과

## 참고 자료
- 춘천한샘고등학교 - 한국교육학술정보원 학교알리미